# Kaplica św. Gertrudy w Koszalinie
Kościół św. Gertrudy w Koszalinie – kościół parafii ewangelicko-augsburskiej w Koszalinie, pierwotnie powstały jako kaplica, położony przy ulicy Modrzejewskiej.

## Historia
Kaplica wzniesiona została w 1383 poza murami miejskimi. Pierwotnie pełniła funkcję świątyni cmentarnej. Jej forma na planie ośmioboku nawiązywała do Bazyliki Grobu Świętego w Jerozolimie, co miało dawać wiernym nadzieję życia pośmiertnego i zbawienia. W roku 1534 kaplica stała się własnością kościoła ewangelickiego. Została poddana pracom remontowym w 1662, które poprowadził David Hille.
W 1735 kaplicę zamieniono w skład amunicji, czemu towarzyszyło m.in. zmiana dachu z gontowego na dachówkę, rozebranie wieży i zamurowanie otworów okiennych. Pod koniec XIX wieku budowla pełniła funkcje magazynowe.
Funkcje religijne zostały jej przywrócone na początku XX wieku, kiedy to stała się świątynią Kościoła Staroluterańskiego. Doprowadzono do jej remontu, powstał wówczas również dach w obecnej formie. Kościołem parafii staroluterańskiej kaplica była do wybuchu II wojny światowej.
Po 1945 ponownie utraciła sakralny charakter. 24 sierpnia 1956 wpisana została do rejestru zabytków.
W latach 60. XX wieku mieściły się w niej magazyny pobliskiego teatru. Później działała tu także Mała Scena Bałtyckiego Teatru Dramatycznego, a także wystawiano w niej prace uczniów koszalińskiego Liceum Plastycznego. Prowadzone były wówczas prace utrzymaniowe budynku, jego obecny wygląd jest efektem remontu z 1988.
Budowla po raz kolejny odzyskała jednak funkcję sakralną w 1999, kiedy to została własnością parafii ewangelicko-augsburskiej w Koszalinie. 7 maja 2000 kaplica awansowała do rangi kościoła i została poświęcona przez ks. biskupa Jana Szarka.
W kaplicy została ochrzczona matka biskup Margot Käßmann, byłej zwierzchniczki Ewangelicko-Luterańskiego Kościoła Krajowego Hanoweru, największej wspólnoty wchodzącej w skład Kościoła Ewangelickiego w Niemczech.

## Architektura
Ściany kościoła przeprute są ostrołukowatymi oknami z maswerkami i dwoma uskokowymi portalami wejściowymi, wsparte w narożach przez osiem dwuuskokowych szkarp. W oddzielonej gzymsem kordonowym górnej części elewacji nad wejściami znajduje się blendy zdobione rozetami. Pod okapem dachowym kościół obiega fryz ozdobny z kształtowanej w czterolistną koniczynę cegły. Sklepienie gwiaździste od zewnątrz przykrywa ośmiopołaciowy hełm ostrosłupowy zwieńczony spiczastą iglicą wspartą na oktagonalnym bębnie.